# Post Falls
Post Falls es una ciudad ubicada en el condado de Kootenai en el estado estadounidense de Idaho. En el Censo de 2010 tenía una población de 27 574 habitantes y una densidad poblacional de 754,42 personas por km².

## Geografía
Post Falls se encuentra ubicada en las coordenadas 47°43′13″N 116°56′20″O / 47.72028, -116.93889. Según la Oficina del Censo de los Estados Unidos, Post Falls tiene una superficie total de 36.55 km², de la cual 36.45 km² corresponden a tierra firme y (0.28%) 0.1 km² es agua.

## Demografía
Según el censo de 2010, había 27 574 personas residiendo en Post Falls. La densidad de población era de 754,42 hab./km². De los 27 574 habitantes, Post Falls estaba compuesto por el 0,09% blancos, el 0,42% eran afroamericanos, el 0,94% eran amerindios, el 0,73% eran asiáticos, el 0,07% eran isleños del Pacífico, el 1,01% eran de otras razas y el 2,8% pertenecían a dos o más razas. Del total de la población el 0% eran hispanos o latinos de cualquier raza.